# Kleinich
Kleinich est une municipalité de Rhénanie-Palatinat, dans l'arrondissement de Bernkastel-Wittlich, en Allemagne. Lors du recensement de 2009, il y avait 682 habitants.